# Gintaras Staučė
Gintaras Staučė (* 24. Dezember 1969 in Alytus) ist ein ehemaliger litauischer Fußballtorwart und heutiger Torwarttrainer.

## Karriere

### Vereine
Staučė begann seine Karriere in seiner Heimat bei FBK Kaunas, wechselte aber bereits als 17-Jähriger zu Spartak Moskau. Von dort ging es 1994 in die Türkei. Dort spielte er jeweils ein Jahr für Galatasaray Istanbul, Karşıyaka SK und Sarıyer SK, ehe er 1997 in die Bundesliga zum MSV Duisburg wechselte. Nachdem er sich 1998 den Stammplatz erobert hatte und mit dem MSV zweimal Bundesligaachter wurde, folgte 2000 der Abstieg in die 2. Liga. Dort blieb er dem Verein ein weiteres Jahr erhalten, um ab 2001 sein Glück in Griechenland zu suchen. Hier stand er jeweils eine Saison bei Akratitos Ano Liosia, Fostiras Athen und Kallithea FC unter Vertrag. 2004 ging er nach Lettland zum FK Jūrmala, bei dem er bis 2006 das Tor hütete.

### Nationalmannschaft
Staučė vertrat sein Land international. Zwischen 1992 und 2004 stand er 61-mal für Litauen im Tor. 1994 und 1998 ging er aus dem Baltic Cup mit Litauen als Sieger hervor. Für eine WM- oder EM-Endrunde qualifizierte sich das Land in jenen Jahren nicht.

### Trainer
Seit dem Ende seiner aktiven Laufbahn (2007) war Staučė als Torwarttrainer bei verschiedenen Vereinen tätig: Spartak Moskau (2007 bis 31. Dezember 2009), Schemtschuschina Sotschi (1. Januar 2010 bis 1. August 2011), Terek Grosny (5. Oktober 2011 bis 30. Juni 2013) und Amkar Perm (1. Juli 2013 bis 9. April 2014), Dinamo Moskau (10. April 2014 bis 2015) und Legia Warschau (2015 bis 2016). 2016 übernahm er das Torwarttraining bei der Russische Fußballnationalmannschaft.
Seit seinem Ausscheiden beim russischen Fußballverband 2021 arbeitet er seit 2022 als Torwarttrainer bei Ferencváros Budapest in Ungarn.

## Erfolge und Auszeichnungen
- U-19-Europameister: 1988
- sowjetischer Fußball-Meister: 1989
- russischer Fußball-Meister: 1992, 1993
- Baltic-Cup-Sieger (Baltikummeister): 1994, 1998

- Fußballer des Jahres in Litauen: 1995, 1996